# Popska (obwód Wielkie Tyrnowo)
Popska (bułg. Попска) – wieś w Bułgarii, w obwodzie Wielkie Tyrnowo, w gminie Elena. W 2024 roku liczyła 23 mieszkańców.